# Huang Kečeng
Huang Kečeng (poenostavljena kitajščina: 黄克诚; tradicionalna kitajščina: 黃克誠; pinjin: Huáng Kèchéng), kitajski general, * 1. oktober 1902, Jongšing, Hunan, dinastija Čing, † 28. december 1986, Peking, Ljudska republika Kitajska.
Huang Kečeng, general armade, je bil vodja Generalštabnega oddelka Ljudske osvobodilne armade (1958-59).
Bil je tudi član 7. in 8. centralnega komiteja Komunistične partije Kitajske.